# Live at the Jazz Workshop
Live at the Jazz Workshop è un album dal vivo del pianista e compositore statunitense Thelonious Monk, pubblicato nel 1982 ma registrato nel 1964.

## Tracce
Side 1
1. Don't Blame Me/Ba-lue Bolivar Ba-lues-are
2. Well, You Needn't
3. Evidence (Justice)/Rhythm-A-Ning
4. 'Round About Midnight
5. I'm Getting Sentimental Over You

Side 2
1. Bemsha Swing
2. Memories of You/Just You, Just Me
3. Blue Monk
4. Misterioso
5. Hackensack
6. Bright Mississippi
7. Epistrophy

## Formazione
- Thelonious Monk – piano
- Charlie Rouse – sassofono tenore
- Larry Gales – basso
- Ben Riley – batteria